# Miss Universo 1977
Miss Universo 1977 foi a 26.ª edição do concurso Miss Universo, realizada em 11 de julho de 1977 no Teatro Nacional, em Santo Domingo, na República Dominicana. Candidatas de 80 países e territórios competiram pelo título. No final do evento, a Miss Universo 1976, Rina Messinger, de Israel, coroou a trinitária Janelle Commissiong como sua sucessora. Esta foi a primeira vez que uma negra conquistou a coroa de Miss Universo.
Na época, o concurso era de propriedade da Gulf + Western Industries, que tinha grandes interesses econômicos na República Dominicana. A escolha do país para sediar essa edição foi feita para promover o turismo na região proporcionado pelos cerca de 200 milhões de telespectadores que acompanhavam a transmissão da CBS em todo mundo, direto ou com retransmissão local. Até então, no Caribe, apenas Porto Rico, que é território americano, havia recebido o evento desde que foi instituído o sistema de sedes itinerantes na edição de 1972.

## Evento
A apresentação começou com a imagem da Miss Universo reinante, Rina Messinger, de Israel, descendo as escadas do Palácio Presidencial e entrando numa carruagem real que a leva para o teatro onde o concurso está sendo realizado. Acompanhada pelo presidente e pela banda da marinha dominicana, que a seguem, ela percorre todo o caminho até o palco do teatro. Esta imagem, da Miss Universo seguida por um chefe de estado e por uma banca marcial militar nacional, fazendo-a parecer uma verdadeira rainha, foi única na história das transmissões do concurso.
As principais favoritas a princípio eram as misses Alemanha, Holanda, Estados Unidos, Venezuela, Argentina e Escócia. A grande maioria das 16 misses negras participantes frequentemente reclamavam do tratamento que recebiam da imprensa e dos fotógrafos, que na visão delas preferiam as misses brancas para entrevistas. Commissiong era popular entre todos em Santo Domingo, mas nunca foi considerada uma das favorita durante as preliminares. Muitos achavam que ela era muito baixa - 1,65 m - além do que, nunca antes uma negra havia ganho o Miss Universo. Ela só começou a ser mais notada quando ganhou o prêmio especial de Miss Fotogenia, quatro dias antes da noite final.
Entre os juízes desta edição estavam a cantora e compositora Dionne Warwick, o cabeleireiro Vidal Sassoon, a Miss Universo 1970 Marisol Malaret, e os estilistas Oscar de la Renta e Roberto Cavalli, que mais tarde se casaria com a Miss Áustria, Eva Duringer, a segunda colocada.
Entre as Top 12, quase todas elas as favoritas, estavam a Miss República Dominicana, a anfitriã e a Miss Guatemala Beatriz Lacayo, na primeira vez que este país chegou às semifinais.Durante a entrevista de anúnicio,a Miss Alemanha se demostrou ser moderna e alternativa,mostrando uma evolução das candidatas em relação aos anos anteriores. Quando entrevistada pelo apresentador Bob Barker, disse que precisava de uma bebida e que sua revista favorita era a Playboy, chocando o público mais conservador. Commissiong mostrou bastante segurança em sua entrevista e fez um grande desfile no traje de banho, com uma silhueta perfeitamente harmoniosa apesar da baixa estatura recebendo alta pontuação nos dois quesitos.
As cinco finalistas escolhidas foram Trinidad e Tobago, Alemanha, Áustria, Colômbia e Escócia. O nível das candidatas era muito parecido e não havia uma favorita clara então. A resposta atrevida de Maria-Luise Gassen, da Alemanha,durante a sua classificação, talvez tenha lhe custado uma melhor colocação e ela acabou ficando em quarto lugar. Ao final, ficaram apenas Commissiong e During da Áustria. Com o anúncio da vitória da Miss Trinidad e Tobago, toda a plateia levantou-se para aplaudir de pé o momento histórico, quando depois de 25 anos de concurso finalmente uma miss negra era coroada como Miss Universo. Enquanto várias candidatas negras pulavam no palco celebrando a vitória de Janelle, no júri, Dionne Warwick chorava e dizia que "se sentia como se ela mesmo tivesse ganho".
Janelle Commissiong destacou-se em seu reinado por falar em defesa das minorias raciais e pelos apelos à paz mundial. Sua conquista foi motivo de várias comemorações nas ruas de Trinidad e Tobago e o trabalho de divulgação do país que fez durante seu mandato, lhe valeu a Cruz da Trindade, a mais alta condecoração trinitina. Após coroar sua sucessora na edição seguinte,ironicamente coroou Margaret Gardiner, uma branca da África do Sul, cujo regime oficial na época era o apartheid.Ao final de seu mandato,ela recusou um contrato da Paramount Pictures que era parte do prêmio pela vitória,mas, recebeu o dinheiro estipulado nele e voltou para Port of Spain, onde casou-se e seguiu uma carreira de empresária.

## Resultados
| Colocação          | Candidata |
| ------------------ | --- |
| Miss Universo 1977 | - Trinidad e Tobago — Janelle Commissiong |
| 2.ª colocada       | - Áustria — Eva Duringer |
| 3.ª colocada       | - Escócia — Sandra Bell |
| 4.ª colocada       | - Colômbia — Aura Salcedo |
| 5.ª colocada       | - Alemanha — Marie-Luise Gassen |
| Top 12             | - Argentina — Maritza Jurado - Espanha — Luz María Hernández - Estados Unidos — Kimberly Tomes - Países Baixos — Ineke Berends - Nicarágua — Beatriz Obregón - República Dominicana — Blanca Sardiñas - Venezuela — Cristal Montañez |

### Prêmios especiais

#### Miss Simpatia
- Vencedora:  Canadá — Pamela Mercer.

#### Miss Fotogenia
- Vencedora:  Trinidad e Tobago — Janelle Commissiong.

#### Melhor Traje Típico
- Vencedora:  Coreia do Sul — Kim Sunghee.

## Candidatas
Em negrito, a candidata eleita Miss Universo 1977. Em itálico, as semifinalistas.
| - África do Sul - Glynis Fester - Alemanha - Marie-Luise Gassen (5°) - Antígua e Barbuda - Sheryl Gibbons - Argentina - Maritza Jurado (SF) - Aruba - Margaret Oduber - Austrália - Jill Minahan - Áustria - Eva Duringer (2°) - Bahamas - Paulette Borghardt - Barbados - Margaret Rouse - Bélgica - Claudine Vasseur - Belize - Dora Phillips - Bermudas - Connie Frith - Bolívia - Liliana Paz - Brasil - Cássia Janys Silveira - Canadá - Pamela Mercer (MS) - Chile - Priscilla Brenner16 - Colômbia - Aura Salcedo (4°) - Coreia do Sul - Kim Sunghee (TT) - Costa Rica - Claudia Arias - Curaçao - Regine Tromp - Dinamarca - Inge Erlandsen - El Salvador - Altagracia Arévalo | - Equador - Lucia Quiñones - Escócia - Sandra Bell (3°) - Espanha - Luz María Hernández (SF) - Estados Unidos - Kimberly Tomes (SF) - Filipinas - Anna Lorraine Kier - Finlândia - Armi Aavikko - França - Véronique Fagot - Grécia - Maria Spantidaki - Guadalupe - Catherine Reinette - Guam - Lisa Caso - Guiana Francesa - Evelyne Randel - Haiti - Françoise Elie - Holanda - Ineke Berends (SF) - Honduras - Carolina Rosa Rauscher Sierra - Hong Kong - Loletta Ling-Ling - Ilhas Virgens Americanas - Denise George - Ilhas Virgens Britânicas - Andria Norman - Índia - Bineeta Bose - Indonésia - Siti Arifin | - Inglaterra - Sarah Long - Irlanda - Jakki Moore - Islândia - Kristjana Thrainsdóttir - Israel - Zahara Vardy - Itália - Paola Biasini - Iugoslávia - Ljiljana Sobajic - Japão - Kyoko Satoh - Líbano - Hiram Saade (3° TT) - Libéria - Welma Campbell - Malásia - Leong Li Ping - Malta - Jane Salibaf - Marianas Setentrionais - Margarita Camacho - Ilhas Maurícias - Danielle Bouic - México - Felicia Aguado - Nicarágua - Beatriz Lacayo (SF) - Noruega - Ashild Ottesen - Nova Zelândia - Donna Schultze - País de Gales - Christine Murphy - Panamá - Marina Valenciano - Papua-Nova Guiné - Sayah Karukuru - Paraguai - María Leticia Perriet | - Peru - María Isabel Zavala - Porto Rico - María del Mar Rivera - República Dominicana - Blanca Sardiñas (SF) - Reunião - Yolaine Morel - São Martinho - Marie Boirard - Samoa Americana - Virginia Suka - Santa Lúcia - Iva Mendes - São Cristóvão e Neves - Annette Frank - Singapura - Marilyn May Sim - Sri Lanka - Sobodhini Nagesan - Suécia - Birgitta Lindvall - Suíça - Anja Terzi - Suriname - Marlene Saimo - Tailândia - Laddawan In-yah - Taiti - Donna Aunoa - Trinidad e Tobago - Janelle Commissiong (1°, MF) - Uruguai - Adriana Umpierre (2° TT) - Venezuela - Cristal del Mar Arocha (SF) |

- Não competiram a Miss Martinica Patricia Vatble, que  era menor de idade, e a Miss Turquia Manolya Onur, que não teve permissão para disputar o concurso pela segunda vez já tendo partiicipado da edição anterior.[4]